# Travunioidea
Travunioidea is een superfamilie van hooiwagens met 4 families en ongeveer 75 beschreven soorten.

## Families
Deze vier families behoren tot de superfamilie Travunioidea:
- Cryptomastridae Derkarabetian & Hedin, 2018
- Cladonychiidae Hadži, 1935
- Paranonychidae Briggs, 1971
- Travuniidae Absolon & Kratochvíl, 1932
- Yuria Suzuki, 1964